# Dvorana Krešimira Ćosića
Die Dvorana Krešimira Ćosića ist eine Mehrzweckhalle in der kroatischen Stadt Zadar.
Die Halle wurde anlässlich der Handball-Weltmeisterschaft der Männer 2009 errichtet und im Mai 2008 eröffnet. Sie fasst bis zu 9.000 Zuschauer und wird vor allem für Handball- und Basketballspiele genutzt. Der Basketballverein KK Zadar trägt hier seine Heimspiele aus.
Die Halle trägt seit dem 3. Oktober 2008 den Namen des 1995 verstorbenen Basketballspielers Krešimir Ćosić. Frühere Namen waren Sportski Centar Visnjik und Zadar Arena. Die Stadtbewohner haben ihr ein Spitzname "Peka" gegeben, wegen des Aussehens wie der traditionelle dalmatinische Backofen.